# Blepisanis nigrofemorata
Blepisanis nigrofemorata är en skalbaggsart som först beskrevs av Stefan von Breuning 1946.  Blepisanis nigrofemorata ingår i släktet Blepisanis och familjen långhorningar. Inga underarter finns listade.